# 신길동 (안산시)
신길동(新吉洞)은 경기도 안산시 단원구의 행정동이자 법정동이다. 능길, 샛뿔, 뱅골 등의 전통적인 마을 이름이 전해지고 있다.

## 역사
- 조선 시대에는 안산군 와리면 신각리(新角里)와 적길리(赤吉里)라 칭했다.
- 1914년 3월 1일 부령 제111호에 따라 시흥군 군자면 신길리로 개칭되었다.
- 1979년 경기도 반월지구출장소가 설치되면서 군자지소에 속하였다.
- 1986년 1월 1일 법률 제3798호에 의거 안산시 승격으로 신길동이 되고, 행정동 군자동에 소속되었다.
- 1994년 1월 1일 안산시 조례 제500호에 의거, 군자동이 원곡본동으로 동명칭을 변경하였다.[2]
- 2017년 7월 1일 원곡본동에서 원곡동, 신길동이 분동됐다.[3]

## 법정동
- 신길동

## 교육
- 능길초등학교
- 신길초등학교
- 안산대월초등학교
- 신길중학교
- 신길고등학교

## 교통

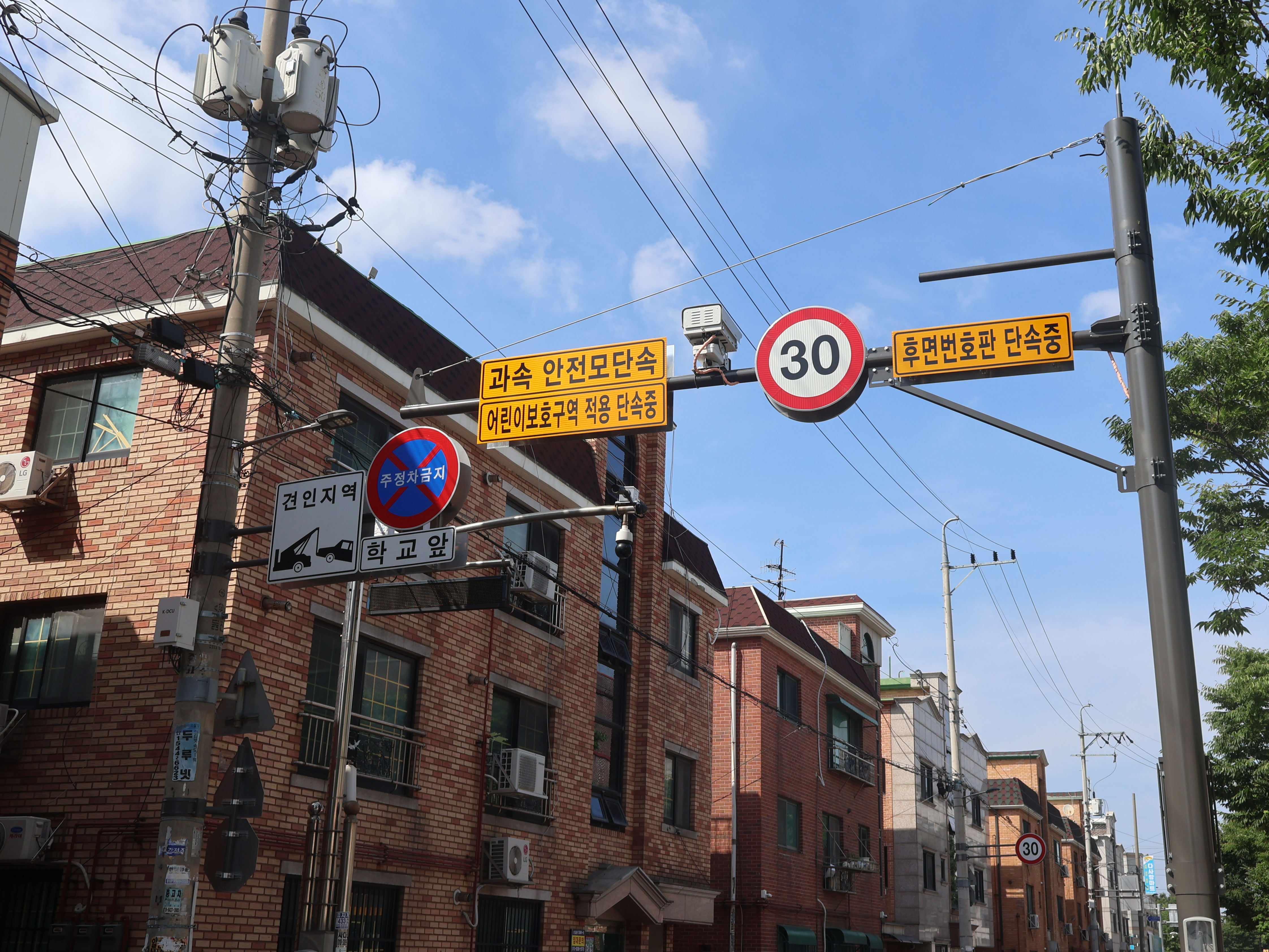
신길중앙로 3길 어린이보호구역

- 신길온천역